# Formsydda strumpor
Formsydda strumpor, engelska: fully fashioned stockings, avser nylonstrumpor med söm bak som framhäver benens form. Strumporna har därtill förstärkt häl och tå samt ett "nyckelhål" (keyhole) längst upp på baksidan.

## Bilder

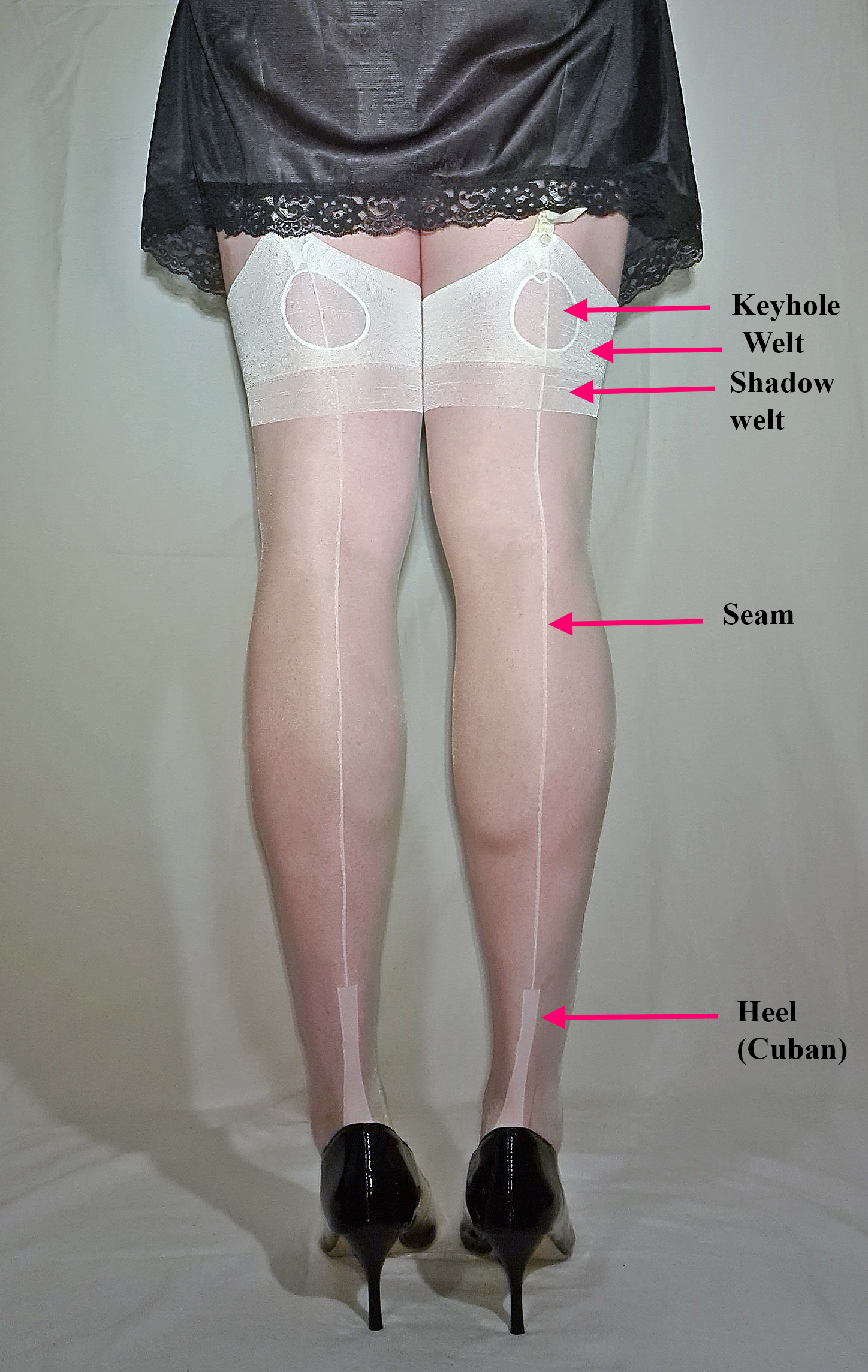
Strumpdetaljernas namn: keyhole (nyckelhål), welt (bård), shadow welt (skuggbård), seam (söm) och heel (häl; i detta fall kubansk variant).
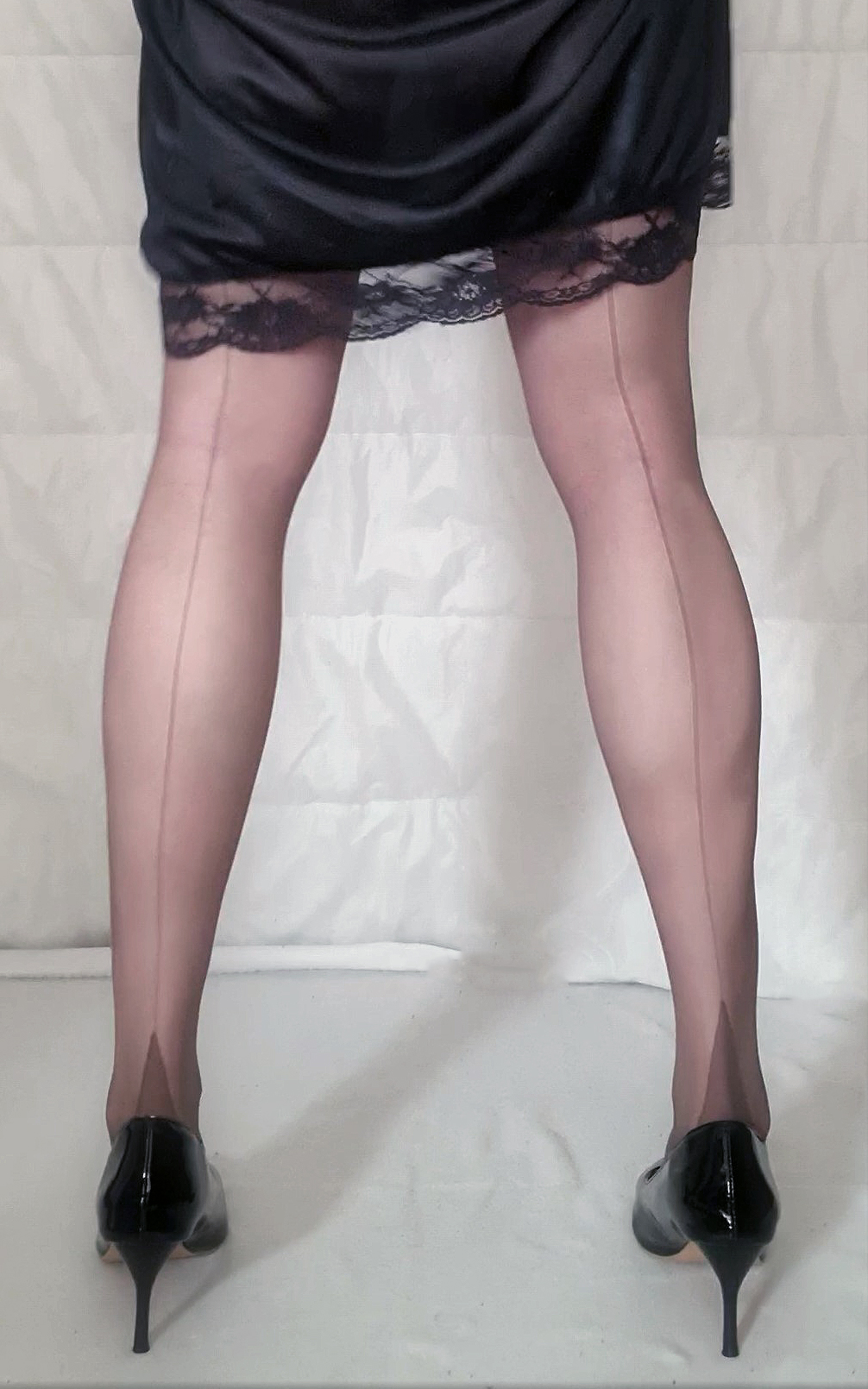
Sömstrumpor och underkjol.
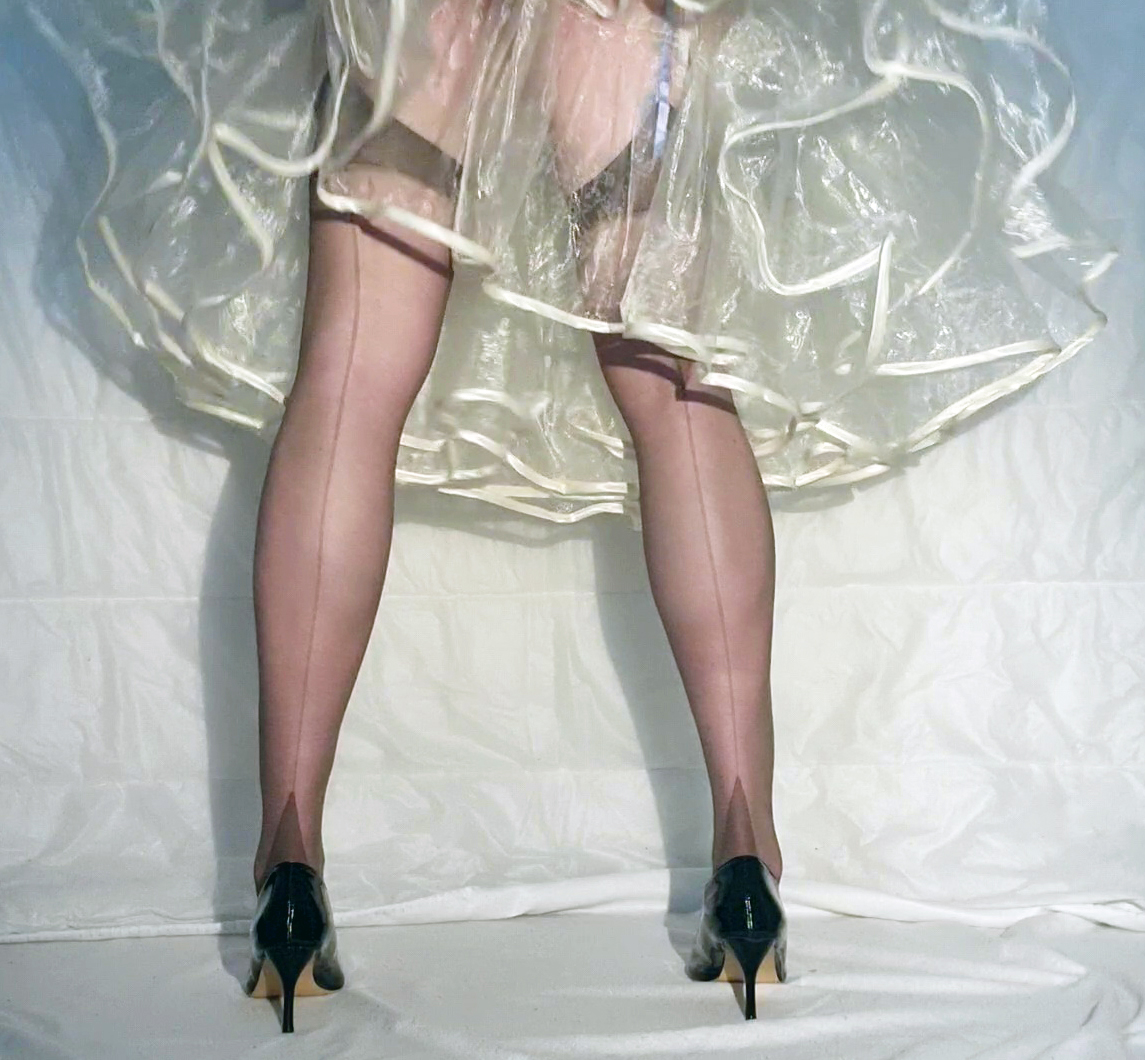
Sömstrumpor och petticoat.